# Francis Bacon (pictor)
Francis Bacon (n. 28 octombrie 1909, Baile Átha Cliath, Irlanda – d. 28 aprilie 1992, Madrid, Spania) a fost un pictor britanic de origine irlandeză, unul din cei mai importanți pictori ai secolului al XX-lea. În opera lui, realizată pe suprafețe mari, este tematizată în special suferința corpului omenesc, deformat de violența vieții de fiecare zi, într-o existență lipsită de sens și de posibilitate eliberatoare. Tablourile sale instaurează o atmosferă plină de tensiune, personajele suferind acțiunea destructivă a unor forțe ce vin din interiorul sau exteriorul conștiinței. Precaritatea ființei umane este acuzată într-o lungă serie de capete de expresie, începând cu propria gamă de autoportrete. Tragismul sub care sunt înfățișate chipurile contemporanilor sau ale unor personaje istorice au la bază avertismentul pe care conștiința artistului înțelege să-l dea oricăror pericole de distrugere a valorilor umane. Dincolo de imaginile terifiante ale iraționalismului, răzbate totuși umanitatea omniprezentă și dominatoare.

## Viața și Opera
Francis Bacon s-a născut la 28 octombrie 1909 în Dublin (Irlanda) din părinți englezi. Cu o sănătate fragilă, suferind de astm, nu a putut urma o școlaritate normală. La vârsta de 16 ani se manifestă primele înclinații homosexuale și este izgonit de acasă de către tatăl său. Francis Bacon pleacă la Londra, unde are diverse îndeletniciri ocazionale. Sub impresia unei expoziții cu tablouri de Pablo Picasso din 1926 și a suprarealismului francez, începe să picteze - ca autodidact - primele sale tablouri. În 1927 pleacă la Berlin, unde ia contact cu operele lui George Grosz, Otto Dix și Max Beckmann. Se întreține cu lucrări de decorație interioară și ca designer. Nu manifestă niciodată dorința de a urma o școală de artă sau de a lucra în atelierul vreunui artist. Călătorește la Paris, unde vizitează expoziții ale lui Fernand Léger, Joan Miró, Max Ernst și Giorgio de Chirico.
În 1929 se stabilește la Londra, unde deschide un atelier ca decorator de interioare într-un vechi garaj din South Kensington. Acolo expune covoare, tapițerii și mobile moderne din oțel și sticlă executate după proiectele proprii. Începând cu anul 1930 se consacră definitiv picturii în ulei, inițiat în această tehnică de artistul australian Roy de Maistre.
La expoziția "Art Now" din Mayor Gallery (Londra, 1933), Bacon expune pentru prima dată un tablou cu tema "Răstignirii" (Crucifixion), temă asupra căreia va reveni mai târziu și în alte opere. Tabloul este achiziționat de colecționarul Michail Sadler. Întrucât nu găsește un galerist care să-i servească ca impresar, Bacon își organizează în 1934 pe cont propriu prima sa expoziție personală cu picturi în ulei și guașe, lipsită total de succes. Descurajat, pictează mai puțin, călătorește prin Europa, capătă pasiunea jocurilor de noroc și lucrează un timp ca crupier într-un cazino. În 1936 i se refuză tablourile la Expoziția Internațională a Suprarealiștilor, pe motiv că ar fi "prea puțin suprarealiste". În 1937 expune câteva tablouri la o expoziție a tinerilor artiști britanici.
Din cauza suferinței sale de astm, Bacon este scutit de serviciu militar în cel de al doilea război mondial. Se retrage la țară în localitatea Petersfield în Hampshire. În 1942, Bacon se întoarce la Londra și își reia activitatea artistică în vechiul său atelier din Kensington. Nemulțumit cu creația sa anterioară, distruge o mare parte din pânzele realizate până atunci; din perioada 1929-1944 păstrează doar 15 tablouri. În 1944 este remarcat de critică, expunând la Londra tripticul "Trei studii pentru figurile la piciorul unei răstigniri" (Three Studies for Figures at the Base of a Crucifixion), în prezent la Tate Gallery, Londra, operă care bruschează publicul prin deformările duse la extrem, înscriindu-se pe linia expresionismului pictural. Urmează o serie de expuneri, care polarizează publicul și pe criticii de artă.
În 1946, Francis Bacon se stabilește la Monte Carlo, posedat de patima jocurilor de noroc. Până în anul 1950 pendulează între Monte Carlo și Londra, înainte de a rămâne pentru o perioadă mai lungă în capitala britanică. Timp de câteva luni, predă lecții de pictură la Royal College of Art din Londra.
În 1950 are loc prima expoziție personală a lui Francis Bacon la Monte Carlo, urmată de o serie de expoziții internaționale la Londra, Veneția, New York și Paris. Începe o serie de studii asupra picturii lui Velázquez, inspirate de Portretul Papei Innocențiu X. Stilizarea pictorului este rezultatul unui proces complex în care el ia ca model fotografi de oameni și animale, fotograme din filme celebre sau imagini din documente medicale. Este influențat în special de Cimabue (Crucifixion), Edgar Degas (După scăldat), Eadweard Muybridge (mișcări fotografice), Chaïm Soutine și mai ales de Vincent van Gogh, care îi inspiră o serie de portrete (Studiu pentru un portret al lui Van Gogh, 1957; Studiu asupra unui peisaj după Van Gogh, 1957; Van Gogh în natură, 1957; Van Gogh plecând la lucru, 1957).
În 1955 se organizează prima expoziție retrospectivă în Institute of Contemporary Arts din Londra. Următoare retrospective au loc la Tate Gallery (Londra, 1962), Guggenheim Museum (New York, 1963), Art Institute (Chicago, 1963).
Începând cu anul 1964 întreține o legătură cu George Dyer, persoană de condiție joasă, dependent de droguri și alcool, care îi devine partener. În ajunul deschiderii unei expoziții retrospective la Grand Palais din Paris în 1971, Dreyer se sinucide cu o cantitate excesivă de stupefiante și alcool, fapt reflectat într-o serie de creații ulterioare ale lui Bacon (Triptychon August 1972: Triptychon Mai-Iunie 1973). În 1975 se întâlnește cu Andy Warhol în New York, iar în 1978 cu Balthus la Roma. Renumele lui crește în acest timp, expozițiile personale și retrospective se succed la Kunsthalle (Düsseldorf, 1972), Metropolitan Museum of Art (New York, 1975), Tate Gallery (Londra, 1985), Staatsgalerie (Stuttgart, 1985), Nationalgalerie (Berlin, 1986), DOCUMENTA IX (Kassel, 1992). La vârstă înaintată trebuie să i se extirpe un rinichi bolnav, ceea ce nu îl împiedică să continue consumul de alcool. În timpul unei călătorii la Madrid cu ocazia unei retrospective Velázquez în muzeul Prado, Francis Bacon moare în ziua de 28 aprilie 1992 în urma unui infarct cardiac.
Forța creației lui Francis Bacon se exercită până în zilele noastre în operele unor artiști contemporani, ca Norbert Tadeusz, Neo Rauch sau Aris Kalaizis, ultimii din Neue Leipziger Schule.
La o licitație din 14 mai 2008, tabloul său Triptych, 1976 a fost vândut pentru suma record de 87,9 milioane dolari.